# Peter Michael Mombaur
Peter Michael Mombaur (n. 12 decembrie 1938, Solingen, Germania – d. 23 aprilie 2021) a fost un om politic german, membru al Parlamentului European în perioada 1999-2004 din partea Germaniei. 
1. ↑  Deputații în Parlamentul European